# Polyrhachis andrei
Polyrhachis andrei é uma espécie de formiga do gênero Polyrhachis, pertencente à subfamília Formicinae.